# Kurt Asle Arvesen
Kurt Asle Arvesen (Molde, 9 febbraio 1975) è un dirigente sportivo ed ex ciclista su strada norvegese.
Campione del mondo Under-23 in linea nel 1997 e poi professionista dal 1998 al 2011, è stato per cinque volte campione nazionale; in palmarès vanta inoltre vittorie di tappa in tutti e tre i Grandi Giri: due successi in frazioni appenniniche al Giro d'Italia, entrambe con arrivo in Emilia-Romagna, una tappa pirenaica al Tour de France e una cronosquadre della Vuelta a España.
Dopo il ritiro dalle corse è stato direttore sportivo del Team Sky prima, e del team Uno-X poi.

## Carriera
Nel 1997 vinse la prova in linea Under-23 dei campionati del mondo su strada a San Sebastián precedendo Óscar Freire. Passò professionista con la squadra italiana Asics-CGA nel 1998, dove il suo futuro compagno in CSC Ivan Basso provò come stagista nell'estate dello stesso anno. I due corridori rimasero nella squadra di Davide Boifava anche nel 1999 (Riso Scotti-Vinavil) e nel 2000 (Amica Chips-Tacconi Sport).
Dal 2001 al 2003 corse con il Team Fakta, partecipando al Giro d'Italia 2003 e vincendo la tappa con arrivo a Faenza. Nel 2004 fu messo sotto contratto dal Team CSC di Bjarne Riis; nello stesso anno vinse il Giro di Danimarca e concluse nono nella prova in linea olimpica ad Atene. Nel 2006 colse diversi successi, tra cui il titolo nazionale a cronometro e la cronosquadre della Vuelta a España; tra i piazzamenti di quell'anno figurano anche il decimo posto alla Gand-Wevelgem e il secondo posto alla Parigi-Tours. Nel 2007 fece sua la tappa di Fiorano Modenese al Giro d'Italia, battendo in volata l'iridato Paolo Bettini, e, per la seconda volta, la classifica finale del Giro di Danimarca.
Nel 2008, al suo quinto anno nel team danese CSC, ottenne un importante successo all'E3 Prijs Vlaanderen, imponendosi in solitaria, e per la seconda volta trionfò nel campionato nazionale in linea, oltre a cogliere due piazzamenti Top 10 primaverili alla Milano-Sanremo ed al Giro delle Fiandre. Nel mese di luglio dello stesso anno vinse una tappa del Tour de France al termine di una lunga fuga con protagonisti anche Alessandro Ballan e Filippo Pozzato. Nel 2009 puntò ai titoli nazionali, imponendosi in quello su strada ed arrivando al secondo posto in quello a cronometro.
Nel 2010 passò tra le file della neonata squadra britannica Team Sky. Alla sua prima gara con la nuova squadra, il Tour of Oman, cadde prima dell'inizio ufficiale della seconda tappa fratturandosi la clavicola. Concluse la carriera dopo la Parigi-Tours 2011.

## Palmarès
- 1997

Campionati del mondo, Prova in linea Under 23
- 2001

Campionati norvegesi, Prova a cronometro
9ª tappa Herald Sun Tour
- 2002

Schynberg-Rundfahrt
Campionati norvegesi, Prova in linea
Classifica generale Postgirot Open
9ª tappa Post Danmark Rundt
- 2003

10ª tappa Giro d'Italia (Montecatini Terme > Faenza)
- 2004

CSC Classic
Classifica generale Post Danmark Rundt
- 2006

Campionati norvegesi, Prova a cronometro
Classifica generale Ster Elektrotoer
- 2007

Grand Prix Herning
8ª tappa Giro d'Italia (Barberino di Mugello > Fiorano Modenese)
8ª tappa Post Danmark Rundt
Classifica generale Post Danmark Rundt
- 2008

E3 Prijs Vlaanderen
Campionati norvegesi, Prova in linea
11ª tappa Tour de France (Lannemezan > Foix)
- 2009

Campionati norvegesi, Prova in linea

### Altri successi
- 2006

1ª tappa Vuelta a España (Malaga, cronosquadre)

## Piazzamenti

### Grandi Giri
- Giro d'Italia

2003: ritirato (18ª tappa)
2007: 62º
- Tour de France

2004: 123º
2005: 89º
2007: 67º
2008: 57º
2009: ritirato (11ª tappa)
- Vuelta a España

1999: ritirato
2006: 46º
2009: 108º
2011:  ritirato (6ª tappa)

### Classiche monumento
- Milano-Sanremo

2000: 129º
2005: 23º
2006: 42º
2008: 10º
2011: 126º
- Giro delle Fiandre

2004: 55º
2006: 20º
2008: 7º
- Parigi-Roubaix

2006: 26º
2008: 37º
2009: 16º
- Liegi-Bastogne-Liegi

2006: 26º

### Competizioni mondiali
- Campionati del mondo su strada

San Sebastián 1997 - In linea Under-23: vincitore
Valkenburg 1998 - In linea Elite: ritirato
Zolder 2002 - In linea Elite: 55º
Hamilton 2003 - In linea Elite: 42º
Verona 2004 - In linea Elite: 37º
Salisburgo 2006 - In linea Elite: 13º
Stoccarda 2007 - In linea Elite: 42º
Varese 2008 - In linea Elite: ritirato
Mendrisio 2009 - In linea Elite: 12º
- Giochi olimpici

Sydney 2000 - In linea: ritirato
Atene 2004 - In linea: 9º
Atene 2004 - Cronometro: 28º
Pechino 2008 - In linea: 31º

## Riconoscimenti
- Ciclista dell'anno per l'Associazione Veterani del Ciclismo nel 2005 e 2008
- Targa d'Oro dell'Associazione Ciclistica Norvegese nel 2010[4]